# Čedad
Čedad (tal. Cividale del Friuli, furl. Cividât, slov. Čedad), grad i općina u sjevernoj Italiji, u Udinskoj pokrajini, u Furlanskoj i Julijskoj krajini. U njemu prebiva 11 615 stanovnika (2010.).
Najpoznatiji čedadski stanovnici bili su Paulus Diaconus koji je tu živio u 9. stoljeću i glumica Adelaide Ristori iz 19. stoljeća.

## Zemljopis
Čedad (Cividale del Friuli) leži u slikovitoj kotlini rijeke Natisone (Nadiža) udaljen 15 km sjeveroistočno od Udina. On se nalazi na raskrsnici Alpa i Jadranskoga mora, nedaleko od slovenske granice.

## Povijest
Grad je osnovan za rimskih vremena pod imenom Forum Julii, najvjerojatnije po Juliju Cezaru.
Za ranoga srednjega vijeka bio je prijestolnicom prvoga langobardskoga vojvodstva na Apeninskom poluotoku. Između 730. – 1238. bio je sjedište akvilejskih (oglejskih) patrijarha. Između 1419. – 1420. potpao je pod Mletačku Republiku kao i ostala Furlanija, i otad mu je važnost opala.

## Znamenitosti
Čedad ima brojne ranokršćanske spomenike koji sežu do početka 8. stoljeća, to su oktogonalni baptisterij i kapela samostana Santa Maria in Valle te oltar crkve San Martino. Ostale znamenitosti grada su katedrala Santa Maria Assunta (obnovljena 1458. i 1502.), Đavolji most iz 1442. uz par srednjovjekovnih crkava i palača.
Godine 2011. UNESCO je na popis mjesta svjetske baštine u Europi upisao sedam mjesta moći koja svjedoče o glavnoj ulozi Langobarda u duhovnom i kulturnom razvoju srednjovjekovnog europskog kršćanstva, pogotovo potičući razvoj monaštva. U Čedadu to je Area della Gastaldaga, područje s ostacima patrijarhalne palače (današnji Nacionalni arheološki muzej) patrijarha Callista s bazilikom (slika desno) i krstionicom sv. Ivana Krstitelja, te kompleks langobardskog hrama (danas oratorij Santa Maria in Valle) koji ima jedine čiste lombardijske frizove, koji su jedina poveznica između umjetnosti antike i karolinške renesanse.
Lokalni arheološki muzej čuva puno langobardskih i gotičkih artefakata.
Po Čedadu je prozvano i Čedadsko evanđelje (Čedadski evanđelistar), za koji su monasi tvrdili da je od ruke sv. Marka. Evanđelistar je iz razdoblja od 6. stoljeća do 7. stoljeća s upisanim imenima hodočasnika među kojima su hrvatski knezovi Trpimir i Branimir, te hrvatskopanonski knez Braslav.

## Gospodarstvo
Čedad je prije svega trgovačko središte svoga kraja, s nešto malih industrijskih pogona, uz to je za gospodarstvo (prirad) grada važan i turizam.

## Unutarnje poveznice
- Čedadski rukopis

## Vanjske poveznice
- Službene stranice grada (tal.)
- Cividale del Friuli na portalu Encyclopædia Britannica (engl.)